# Omalodes tuberculifer
Omalodes tuberculifer är en skalbaggsart som beskrevs av Desbordes 1917. Omalodes tuberculifer ingår i släktet Omalodes och familjen stumpbaggar. Inga underarter finns listade i Catalogue of Life.